# Orde del Bany
El Molt Honorable Orde del Bany (anglès: The Most Honourable Order of the Bath) és un orde militar britànic creat pel rei Jordi I el 18 de maig de 1725 pel servei destacat a les Forces Armades o el Servei Civil.
L'orde consta del Sobirà (el sobirà britànic), el Gran Mestre (el Príncep de Gal·les) i 3 classes de membres: 
- Knight Grand Cross o Dame Grand Cross (GCB), Cavaller Gran Creu o Dama Gran Creu
- Knight Commander o Dame Commander (KCB o DCB), Cavaller Comandant o Dama Comandant
- Companion (CB), Company

Figura al 4t lloc del sistema honorífic britànic (només té per davant l'Orde de la Lligacama, l'Orde del Card i l'Orde de Sant Patrici) 
El lema de l'Orde és "TRIA IUNCTA IN UNO" (Tres units en un). Pot referir-se o bé a la unió dels regnes d'Anglaterra, Escòcia i Irlanda, formant la Gran Bretanya, o a la Santíssima Trinitat. Els membres de la branca militar a vegades usen el lema "ICH DIEN" (Jo serveixo, en alemany)

## Història
El nom "Orde del Bany" és originari de l'Edat Mitjana, i prové del ritual del bany (inspirat en el bany del Baptisme), com a símbol de purificació espiritual, que formava part del ritual d'investidura de cavalleria. La primera menció a un document oficial és de 1128, sobre la cerimònia del bany del jove Comte d'Anjou per a ser fet cavaller per Guillem I. L'orde va ser reviscuda per Jordi I el 1725 com a orde militar, quan el seu Primer Ministre li requerí una font addicional per a atorgar recompenses polítiques.
En un principi constava del Sobirà, un Gran Mestre i 36 Cavallers Companys. El 1815, després de les Guerres Napoleòniques, el Príncep Regent (després Jordi IV) creà 2 divisions (civil i militar). El 1971 l'orde s'obrí a les dones.

### Membres

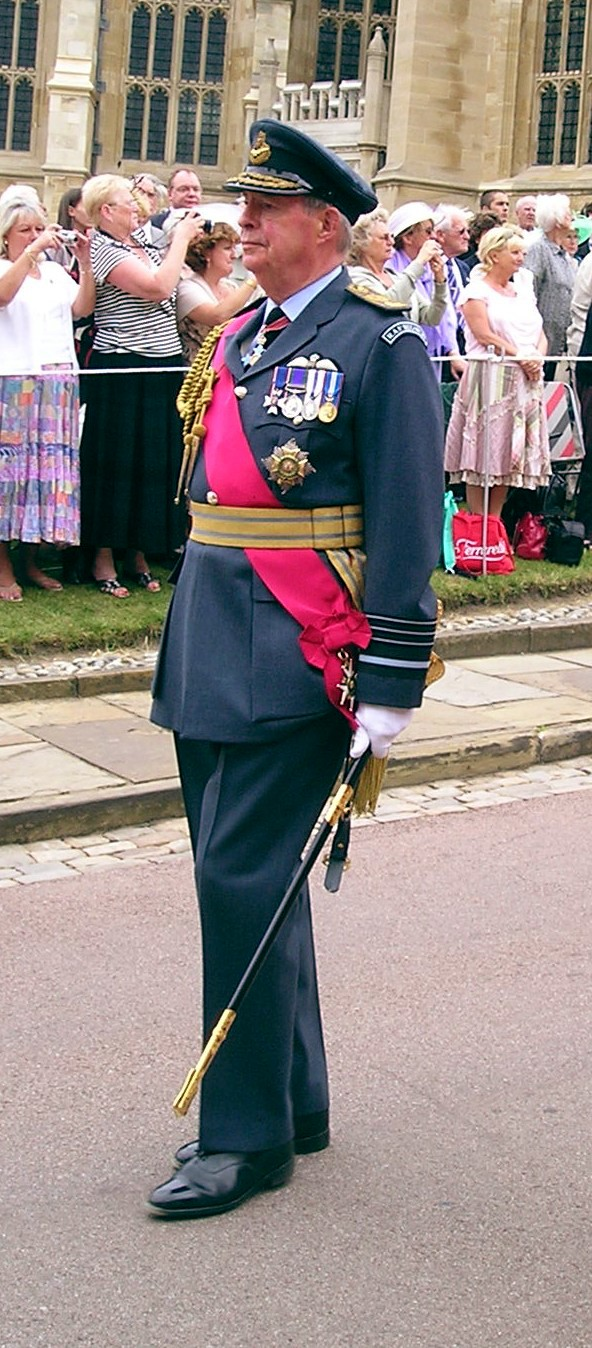
Mariscal en Cap de l'Aire Sir Richard Johns, lluint l'estrella, banda i insígnia de Cavaller Gran Creu de l'Orde del Bany

Els estatuts preveuen els següents membres: 
- 120 Cavallers i Dames Gran Creu (entre els quals el Sobirà és el primer)
- 295 Cavallers i Dames Comandants
- 1.455 Companys

Aquestes quantitats poden incrementar-se en temps de guerra; i els Estatuts de l'Orde permeten al Sobirà sobrepassar els límits quan nomeni membres, les accions dels quals mereixin un "honor o recompensa especial". Els nomenaments per a la Divisió Militar estan restringits pel rang de la persona: els GGB han de posseir el rang de Sots-Almirall, Major General o Vicemariscal de l'Aire. Els KCB han de ser Capità a la Royal Navy, Coronel a l'Exèrcit o als Marines o Capità de Grup a la RAF. Els CB han de ser Tinent Comandant, Major o Cap d'Esquadró, a més d'haver estat nomenats als despatxos per distinció en una posició de comandament a una situació de combat. Els oficials d'unitats de rereguarda (enginyers, metges...) només poden ser nomenats per un servei meritori en temps de guerra.
La permanència a l'orde està limitada als ciutadans del Regne Unit i els països de la Commonwealth. Els estrangers poden, això no obstant, ser nomenats Membres Honoraris. La Reina Isabel II instituí el costum de nomenar com a GCB honorífics a caps d'estat de visita al Regne Unit, com Gustav Heinemann (el 1972), Ronald Reagan (el 1989), Lech Wałęsa (1991), Fernando Henrique Cardoso i George H. W. Bush (1993). També han rebut nomenaments honorífics de l'orde generals estrangers, com Dwight D. Eisenhower i Douglas MacArthur després de la Segona Guerra Mundial, i Norman Schwarzkopf i Colin Powell després de la Guerra del Golf. Aquests Membres Honoraris, així com els Membres Addicionals no compten pels límits estatutaris.

### La Capella
La Capella de l'Orde és la Capella d'Enric VII de l'Abadia de Westminster. Cada 4 anys se celebra un servei presidit pel Gran Mestre amb les noves investidures, i cada 8 un servei religios presidit pel Sobirà. Entre l'admissió a l'Orde i la investidura pot haver un llarg interval: a Lord Lluís Mountbatten, comte de Birmània, li va ser atorgada la Gran Creu de Cavaller el 1955 però no va ser investit fins a 1972.

### Precedència i Privilegis
Els Cavallers Gran Creu i Comandants poden usar el prefix "Sir", i les Dames Gran Creu i Comandants, "Dame". Els Cavallers i Dames Gran Creu usen el post-nominal "GCB"; els Cavallers Comandants, "KCB"; les Dames Comandants, "DCB", i els Companys, "CB".
Els Membres Gran Creu reben un escut heràldic. Si ja el tinguessin, poden afegir-los l'anell vermell i el collar. Els Membres Comandants i Companys poden afegir l'anell als seus escuts, però no el collar. La insígnia apareix penjant del collar o de l'anell, segons el cas.

## Vestimentes i Insígnies
Grans Ocasions (Reunió de l'Orde o Coronacions)

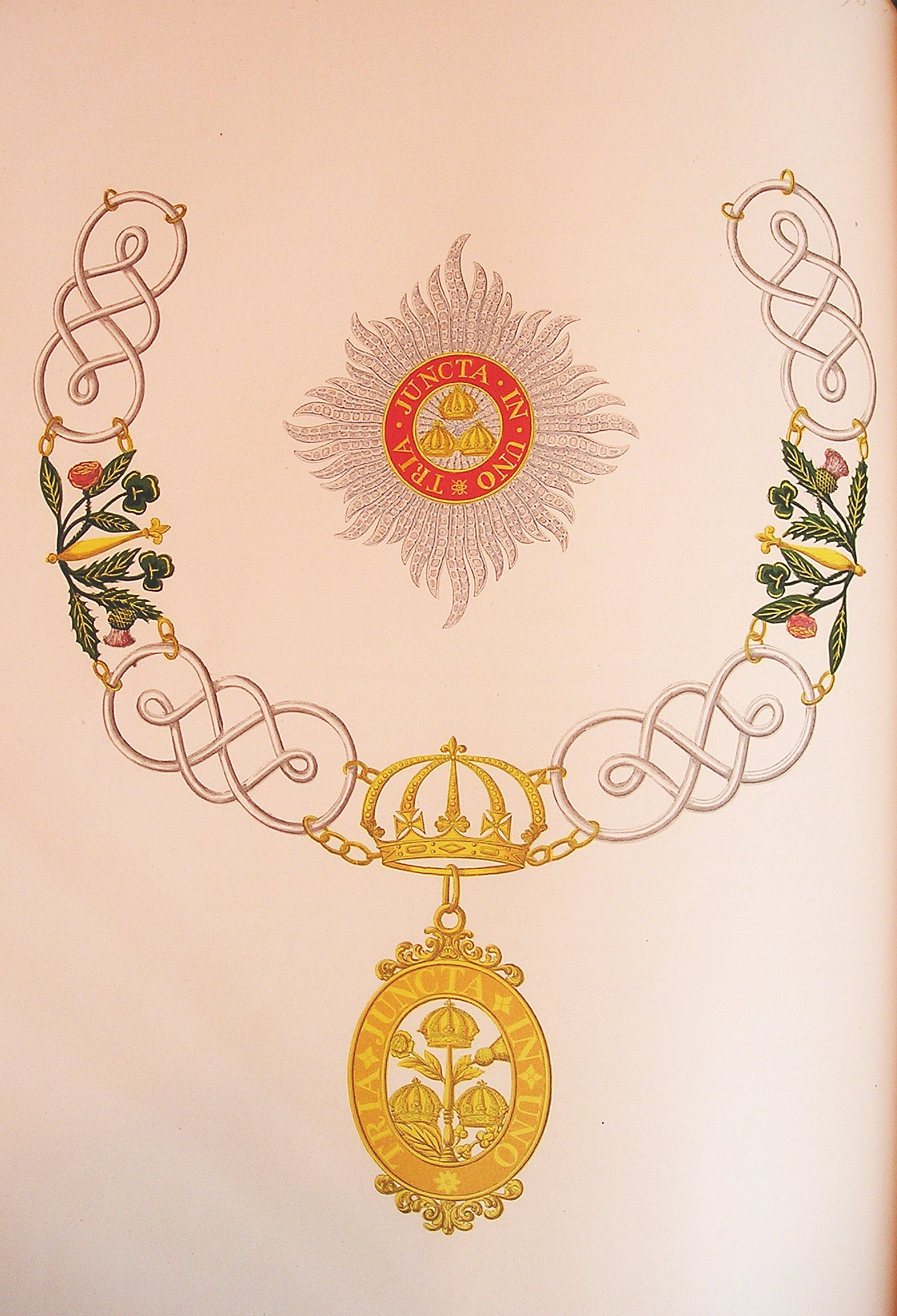
Insígnia de Cavaller Gran Creu de la Divisió Civil de l'Orde

- La Capa: Només usada pels Cavallers i Dames Gran Creu. Feta en setí vermell. A l'esquerra apareix brodada l'Estrella. Es llueix sobre l'uniforme o el vestit de cerimònia.
- El Barret: Només usat pels Cavallers i Dames Gran Creu i Cavallers i Dames Comandants. Fet en vellut negre i amb una ploma alçada d'estruç.
- El Collar: Només usat pels Cavallers i Dames Gran Creu. Fet en or. Està format per 9 corones imperials i vuit jocs florals (roses per Anglaterra, cards per Escòcia i trèvols per Irlanda), units per disset nusos en plata.

Altres Ocasions
- L'Estrella: La de grau Gran Creu és una creu de Malta sobre una estrella de 8 puntes arrodonides, mentre que la de grau Comandant és una creu amb les puntes obertes i raigs entre els braços. A ambdues, al centre apareixen 3 corones imperials en esmalt envoltades per un anell d'esmalt vermell amb el lema de l'orde en lletres daurades. El cercle queda envoltat per 2 branques de llorer, lligades per una cinta blava amb el lema "Ich dien" en lletres daurades, tot això en esmalt.
- La Insígnia: Una creu de Malta en esmalt blanc, amb una perla d'or a cada punta. Entre els braços de la creu, un lleó d'or. Al centre de la creu, a l'anvers hi ha 3 corones i al revers, una rosa, un card i un trèvol que emanen d'un ceptre. Al voltant de tots dos emblemes hi ha un anell vermell amb el lema de l'orde, envoltat per 2 branques de llorer, lligades per una cinta blava amb el lema "Ich dien" en lletres daurades, tot en esmalt. Els membres Gran Creu la llueixen d'una banda roja sobre l'espatlla dreta (i és una mica més gran que les altres); els membres Cavaller Comandant la llueixen penjant del coll, i les Dames Comandant d'una llaçada a l'esquerra del pit; i, finalment, els membres Companys la llueixen penjant d'un galó vermell a l'esquerra del pit.

Sobre l'uniforme, les Dames llueixen la insígnia a la manera masculina (per exemple, la llueixen penjant del coll en lloc de en un llaç)
En certes ocasions, el Sobirà designa un "collar day", en què els membres poden lluir el Collar de l'Orde sobre l'uniforme o el vestit de cerimònia.